# Vogelfreistätte Graureiherkolonie Dippach am Main
Vogelfreistätte Graureiherkolonie Dippach am Main este o arie protejată (arie specială de conservare — SAC, sit de importanță comunitară — SCI) din Germania întinsă pe o suprafață de 31,69 ha, integral pe uscat.

## Localizare
Centrul sitului Vogelfreistätte Graureiherkolonie Dippach am Main este situat la coordonatele 49°57′08″N 10°43′01″E / 49.9522°N 10.7169°E.

## Înființare
Situl Vogelfreistätte Graureiherkolonie Dippach am Main a fost declarat sit de importanță comunitară în martie 2001 pentru a proteja 4 specii de animale. Situl a fost protejat și ca arie specială de conservare în aprilie 2016.

## Biodiversitate
Situată în ecoregiunea continentală, aria protejată conține 3 habitate naturale: Fânețe de joasă altitudine (Alopecurus pratensis, Sanguisorba officinalis), Păduri de stejar și carpen Galio-Carpinetum, Păduri pe pante, grohotișuri și ravene de Tilio-Acerion.
La baza desemnării sitului se află mai multe specii protejate de  păsări (4): sfrâncioc roșiatic (Lanius collurio), Luscinia svecica cyanecula, gaia neagră (Milvus migrans), gaia roșie (Milvus milvus).